# 日本本土防空
日本本土防空（にほんほんどぼうくう）とは、日本本土における国土防空。日本軍が敵機の空襲から本州、四国、九州、北海道及びその周辺島嶼を守ること。第二次世界大戦戦後は、自衛隊による領空警備での対領空侵犯措置をもってする領空防衛の制度。

## 日本軍
日本の本土防空の基本案が初めて具体的に成文化されたのは、参謀総長と軍令部長の間で交わされた1921年9月の「陸海軍航空任務分担協定」であり、1923年の「航空機以外ノ防空機関ヲ以テスル帝国重要地点陸海軍防空任務分担協定」であった。内容は、陸軍が重要都市、工業地帯を主体とする国土全般を受け持ち、海軍は軍港、要港や主な港湾など関係施設に対する局地防空を担当する。基本的には終戦までこの方針が保たれている。当時の仮想敵国は、中国大陸での決戦に主眼を置く陸軍はソ連を警戒しており、洋上での艦隊決戦が基本戦略の海軍はアメリカを最大の敵とみなしていた。その対処の方法は、来襲する敵を防ぐという消極防空ではなく、開戦と同時に奇襲攻撃で敵の基地や軍港を潰し、敵を空襲可能な範囲から追い出すという積極防空であった。
陸軍は早くも1922年に東京、大阪に防衛司令部を置き、高射砲や照空灯部隊を指揮させる要地防衛部隊の編制を定めた。しかし、防空司令部が置かれるのは戦時のみで範囲も東京、大阪近辺のみ、他は各師団の管轄にゆだねるものだった。後に範囲は拡大され、1937年の支那事変勃発で、防衛司令部は常設部隊に変わった。戦時の動員で戦力を強化する予定ではあったが、当時の常備高射砲部隊は七個中隊、二八門で、さらに航空部隊は付属しておらず、必要な時に一部を要地防衛に参加させる予定であった。海軍の陸上担当区域は限られ、本土近海の防衛が主だが、鎮守府を中心に本土を4つの区に分けており、戦力は旧式艦が当てられ、防空は基地航空兵力を用いる決まりだが、戦時には大半が進攻作戦で不在になる体制だった。1937年4月5日に防空法が制定されており、改正を重ね、防空壕の建設や空襲時には疎開などの民間防衛が実施された。
1940年（昭和15年）7月に軍管区制をとり入れ、防衛司令部は軍司令部と改められ、東部・中部・西部軍管区に変更され、新たに北部軍と朝鮮軍、台湾軍の本土6個軍管区、内地四軍管区となる。1941年（昭和16年）に、6個軍管区の上に防空に対する指揮をとる防衛総司令部が設置された（海軍に同級の組織はなかった）。太平洋戦争開戦時の兵力は、陸軍が高射砲302門、航空機133機。海軍が、386機と高角砲210門と、旧式駆逐艦14隻、駆潜艇8隻だが、大半の航空機は旧式機か練習機または偵察機であった。
1941年12月、太平洋戦争勃発。1942年4月、ドーリットル空襲を受ける。1942年夏頃から陸軍の防空組織は強化され始めた。4月下旬、朝鮮軍管区にも防空実施が命じられ、本土全域防空体制に移行する。5月に第一航空軍が新設され、続いて、第十八飛行団司令部、第十九飛行団司令部が設けられ、12月には防空戦闘機隊はすべて三個中隊を持ち、また司偵隊も専属の中隊に規模を大きくなり、防空の三個飛行団の合計は270機に増強されていた。8月には陸軍飛行学校も数機の戦闘機で防空に参加する体制になり、高射砲も強化され、装備砲数は4.5倍の増加が決定した。従来、旧式化した九七式戦闘機を主力としていたが、4月から「屠龍」の配備を促進した。海軍の内戦部隊所属の航空戦力は各鎮守府、警備府直属の航空隊だけであったが、1943年1月第五十航空戦隊が新設され、内戦部隊に協力することになり、内地に帰還中の航空戦隊も錬成のかたわら哨戒、索敵に当たった。海軍は支那事変の経験から邀撃機の必要性を1938年頃から感じており、これが局地戦闘機の開発につながり、1939年9月に「雷電」の開発が始まり、後に「紫電」の開発も始まったが、「雷電」の開発は大幅に遅れ、1943年半ばに使用できた戦闘機は、従来の「零戦」だけであった。
開戦以降、空襲を防ぐための電波兵器の開発は急務となった。陸軍はワンワン方式の電波警戒機甲の本格設置を1942年春から開始し、年末には朝鮮、台湾を含む本土だけでも約70組の据え付けを終わった。また、警戒機乙が東部軍を最優先にして1943年春から本土沿岸に順次配備されていった。これによって、これまで各軍の隷下にあった目視の防空監視隊、通信隊を廃止。両隊員の人員により警戒機を扱う防空情報隊を新設して各軍隷下に配した。海軍の探信儀も同時期に配備が進められた。陸海軍のこれらの対空用レーダーは故障が多く、主な原因は真空管の欠陥にあり、電測員の養成も進まなかった。
北九州被爆とサイパン陥落を受けた日本は防空組織を大型化した。1944年7月17日、陸軍は防衛総司令官の隷下戦力を三個飛行師団に増強。海軍では初の防空戦闘機部隊の「第三〇二海軍航空隊」と、内戦部隊に所属する呉航空隊、佐世保航空隊のうちの戦闘機隊を、作戦時に限って防衛総司令官の指揮下に入れるように定めた。部分的にではあるが、防空において初めて陸海の指揮系統が一元化した。
B-29が北九州に来襲したことで対B-29対策が重視されるようになった。高高度飛行が可能なB-29の迎撃には高高度戦闘機が必要であり、陸軍では2,000馬力エンジンの「疾風」が1945年に入ってから防空に使用されるようになったが、高高度性能は他機より良い程度で依然厳しい状態だった。そこで高高度性能を持つ百式司偵を武装し、これも防空に使用した。夜間邀撃は従来の昼夜兼任から「屠龍」などによる専任部隊が設けられた。海軍では、零戦はカタログ値では1万メートル以上上がれるが、実際は陸軍機と同様に高高度では活動が困難であった。局地戦闘機は、「雷電」も最初は高高度性能が厳しかったが、プロペラの改善で高度1万メートルを可能にし、「紫電」は空戦性能に優れていたので対戦闘機に回された。
終戦まで本土空襲を受け、日本は太平洋戦争に敗北した。

## 自衛隊
1950年7月1日に、保安庁が防衛庁（現 防衛省）となり航空自衛隊が創設された。航空自衛隊は「空からの侵略に、国土から離れた空域で迎撃し、国民と国土へ被害を防ぐ」として、現在12個飛行隊、約260機の戦闘機を保有している。中期防衛力整備計画での統合運用体制の強化により、2007年3月に統合幕僚監部が新設された。
なお、航空自衛隊内部では、3段階の防空状態が設定されており、防空警報を赤（通称アップルジャック）、警戒警報を黄（通称レモンジュース）、警報解除を白（スノーマン）と呼んでいると言われているが、それぞれの警報の正確な段階については不明である。
これらの防空警報を、適時に国民に伝達する手段については検討課題となっている。